# Bessy Gallardo
Bessy Mireya del Rosario Gallardo Prado (Santiago, 31 de diciembre de 1984) es una activista, abogada y política chilena, militante del Partido Comunista de Chile (PCCh). Entre 2021 y 2022 integró la Convención Constitucional en representación del distrito N.°8.

## Biografía

### Familia y estudios
Nació el 31 de diciembre de 1984. Hija de Omar Gallardo Ulloa y de Mireya Prado Ocaranza, realizó sus estudios básicos y secundarios en el Colegio Santa Teresita del Niño Jesús, egresando el año 2002. Ingresa a estudiar Derecho en la Universidad de Las Américas, de donde posteriormente egresa cerca del año 2015.

### Actividad pública
En 2019 se desempeñaba como conductora del programa FemyYNacisTV en el canal de televisión online «El Vecino Normal». También se desempeñó como vicepresidenta de la ONG Red Infancia Chile, dedicada a la defensa y acompañamiento de víctimas de abuso sexual infantil, y también fue directora jurídica de Fundación Honra.
Adquirió notoriedad el 18 de octubre de 2019 cuando en un despacho móvil del programa matutino Bienvenidos de Canal 13 en la Plaza de Armas de Maipú realizó un discurso donde justificó las evasiones masivas como método de protesta pacífica en contra del alza en el pasaje del Metro de Santiago que se estaban realizando durante dicha semana. Durante la tarde del mismo día continuaron las numerosas protestas que se habían iniciado el 7 de octubre y que, sumado a una serie de causas estructurales, desembocaron en el estallido social que provocaría el surgimiento de un proceso constituyente.

## Actividad política

### Convencional constituyente
Fue presentada como candidata a las elecciones de convencionales constituyentes en un cupo cedido por el Partido Progresista de Chile a independientes en el pacto denominado «Lista del Apruebo» por el distrito N.°8, correspondiente a las comunas de Colina, Lampa, Quilicura, Pudahuel, Til Til, Cerrillos, Estación Central y Maipú. Obtuvo 9.601 votos correspondientes a un 2,12 % del total de sufragios válidamente emitidos, resultando electa.
Gallardo es abiertamente bisexual, y el 28 de junio de 2021 fue una de las fundadoras de la «Red Disidente Constituyente», destinada a coordinar la visibilidad y representación de la diversidad sexual en la Convención Constitucional. Los otros integrantes del grupo fueron Jeniffer Mella, Rodrigo Rojas Vade, Valentina Miranda, Javier Fuchslocher, Pedro Muñoz Leiva, Gaspar Domínguez y Tomás Laibe.
En julio de 2021 fue elegida integrante de la Comisión de Ética de la Convención Constitucional. El 18 de agosto del mismo año fue una de las fundadoras del «Colectivo del Apruebo», agrupación de convencionales constituyentes que busca generar un bloque transversal en la Convención. El 6 de diciembre renunció a dicho colectivo, señalando diferencias ideológicas con integrantes del grupo, especialmente con Miguel Ángel Botto y Rodrigo Logan.
Tras su renuncia al Colectivo del Apruebo ingresa, el 29 de diciembre de 2021, a Chile Digno, iniciando acercamientos con los convencionales del Partido Comunista de Chile (PCCh).

## Controversias
Pese a autodefinirse como feminista, Gallardo ha sido sindicada por publicaciones de internet de haber sido expulsada del movimiento feminista FEMCHILE por burlarse de otra mujer del colectivo de raza mapuche, además de burlarse abiertamente de una usuaria de Twitter por desempeñarse como dueña de casa; además, se sindica que Gallardo se ha contradicho en los orígenes de su ascendencia, toda vez que indicó que su padre fue víctima de torturas por parte de la dictadura militar, como para después indicar que su familia materna eran de pensamiento católico-conservador.
Gallardo también atacó a la senadora Jacqueline van Rysselberghe, comentando sobre una foto de ella con Andrés Allamand, que "hay que tener estómago para querer jotearse a Jacqueline", comentarios catalogados de pocos sororos por los cibernautas. Tras el repudio que generó dicho tuit, Gallardo pidió disculpas públicas.
Como miembro de la convención, Gallardo indicó que para la elección de la vicepresidencia de la Convención votaría por Jaime Bassa, para luego aparecer votando por Rodrigo Logan, lo que le acarreó críticas por parte de usuarios de redes sociales. Gallardo indicó que esa acción la realizó sólo como una vendetta contra otro convencional, Renato Garín.
En el mismo contexto, tras la querella presentada por la convencional constituyente Teresa Marinovic por amenazas de muerte, Gallardo indició en su cuenta de Twitter “Me van a decir de todo, pero, ninguna mujer se merece ser amenazada de muerte o ser violada. Me ha pasado y es horrible. Aunque sea Tere Marinovic. Ninguna lo merece". Este mensaje fue replicado por la misma Marinovic, señalando "Aunque sea yo?", lo que trajo apareado un pedido de disculpas por parte de Gallardo a Marinovic.

## Historial electoral

### Elecciones de convencionales constituyentes de 2021
- Elecciones de convencionales constituyentes de 2021, para convencional constituyente por el Distrito N.° 8 (Maipú, Pudahuel, Cerrillos, Estación Central, Quilicura, Colina, Lampa y Tiltil)[25]

| Candidato                        | Pacto                                 | Partido | Votos   | %    | Resultados   |
| -------------------------------- | ------------------------------------- | ------- | ------- | ---- | ------------ |
| Daniel Stingo Camus              | Apruebo Dignidad                      | ILYQ    | 111 482 | 24,7 | Convencional |
| Bernardo De La Maza Bañados      | Vamos por Chile                       | ILXP    | 28 294  | 6,3  | Convencional |
| Marco Antonio Arellano Ortega    | La Lista del Pueblo                   | ILZN    | 20 345  | 4,5  | Convencional |
| María Magdalena Rivera Iribarren | La Lista del Pueblo                   | ILZN    | 18 671  | 4,1  | Convencional |
| Karen Orellana Sullivan          | La Lista del Pueblo                   | ILZN    | 13 090  | 2,8  |              |
| Mario Aguilar Arévalo            | Independientes y Movimientos Sociales | ILYU    | 12 108  | 2,7  |              |
| Francisco Reyes Morandé          | Lista del Apruebo                     | ILYB    | 11 653  | 2,6  |              |
| Claudia Figueroa Sepúlveda       | La Lista del Pueblo                   | ILZN    | 11 513  | 2,5  |              |
| Valentina Miranda Arce           | Apruebo Dignidad                      | PCCh    | 10 922  | 2,4  | Convencional |
| Bessy Gallardo Prado             | Lista del Apruebo                     | ILYB    | 9596    | 2,1  | Convencional |
| Tatiana Urrutia Herrera          | Apruebo Dignidad                      | RD      | 4448    | 1,0  | Convencional |
| Andrés Giordano Salazar          | Apruebo Dignidad                      | ILYQ    | 3314    | 0,7  |              |